# Berberologie
Die Berberologie ist die Wissenschaft von den Sprachen, Kulturen sowie der Geschichte der Berber. Geographisch behandelt sie das Gebiet des westlichen Nordafrikas, speziell die Staaten Algerien, Marokko, Tunesien und auch Niger sowie Mali.
Die Berberologie ist eng mit der Islamwissenschaft und der Arabistik verbunden, da seit der islamischen Expansion im 7. und 8. Jahrhundert ein Großteil der Berber muslimischen Glaubens ist und die Berbersprachen und das Arabische durch ihre räumliche Nähe starken Einfluss aufeinander haben. Auch wenn die Berberologie aktuell im deutschsprachigen Raum nur an der Universität Bayreuth im Rahmen eines Afrikanistik-Studiums studiert werden kann, nimmt sie aktuell stets an Bedeutung zu, da zum einen die Berbersprachen in ihren Herkunftsländern an Bedeutung zunehmen (sowohl Marokko als auch Algerien wurden in den letzten 20 Jahren mit dem Arabischen und dem Marokkanischen Tamazight bzw. Kabylisch offiziell zweisprachig), und zum anderen durch Emigration auch in Europa immer größere Gemeinden von Berbern entstehen.